# 白浜仁吉
白浜 仁吉（白濱 仁吉、しらはま にきち、1908年8月1日 - 1985年1月4日）は、日本の政治家。位階は正三位、勲章は勲一等瑞宝章。

## 来歴
長崎県南松浦郡若松村（のち若松町、現在の新上五島町）に生まれる。旧制海星中学校を経て、東京慈恵会医科大学を卒業。
陸軍軍医として長崎勤務中に長崎市への原子爆弾投下により被爆し、妻と2人の子供を失う。終戦後は実家の五島に戻り漁業に従事する。
1947年より長崎県議会議員を2期務めたのち、1952年の衆議院議員選挙に改進党から立候補し当選、以後当選12回（当選同期に大平正芳・黒金泰美・内田常雄・植木庚子郎・丹羽喬四郎・宇都宮徳馬・灘尾弘吉・加藤精三・山崎巌・今松治郎・重政誠之・町村金五・古井喜実など）。保守合同後は河野一郎の派閥春秋会に属していたが、河野派分裂に際しては森清、園田直らと行動を共にし、後に福田赳夫の派閥清和会に合流する。
通産、防衛、建設の各政務次官や衆議院決算、予算各委員長を経て、1978年第1次大平正芳内閣の郵政大臣として初入閣した。
1980年に勲一等瑞宝章を受章する。
1985年1月4日、死去した。76歳没。同年1月18日、特旨を以て位記を追賜され、死没日付をもって正三位に叙され、銀杯一組が授与された。追悼演説は同年2月15日の衆議院本会議で、石橋政嗣により行われた。

## 人物
クリスチャンで小鳥の飼育が趣味だった。
本島等と北村誠吾は元秘書。